# Hillsong Young & Free
Hillsong Young & Free (auch bekannt unter Hillsong Y&F) ist eine australische Lobpreis-Band aus Sydney. Sie wurde 2012 gegründet und gehört zur Hillsong Church. Sie haben bisher vier Livealben und ein Studio-Album, III (2018) veröffentlicht. Zudem waren sie bei den Grammy Awards 2017 für das Beste Album der christlichen Popmusik nominiert.

## Geschichte
Die Band wurde 2012 in Sydney gegründet und ist seitdem der Hillsong Church zugehörig. Sie entstand aus Hillsong United, welche ebenfalls eine Band für moderne Musik der vorgenannten Glaubensgemeinschaft ist und 1998 gegründet wurde. 14 Jahre danach entstand aus der Jugendarbeit neu Hillsong Young & Free.
Das erste Album We Are Young & Free wurde am 1. Oktober 2013 veröffentlicht und erreichte auf Anhieb den 1. Platz der Christian Albums Charts in den USA. Des Weiteren erreichte es den 22. Platz der Billboard 200. Nachdem sie 2015 zwei EPs veröffentlicht hatten, erschien im Februar 2016 ihr zweites Livealbum Youth Revival, welches bei den Grammy Awards 2017 für das Beste Album der christlichen Popmusik nominiert wurde. Im Sommer 2018 brachten sie ihr erstes Studio-Album III und im November das dazugehörige Livealbum III (Live at Hillsong Conference) heraus.

## Diskografie

### Alben
| Jahr | Titel                                  | Höchstplatzierung, Gesamtwochen, AuszeichnungChartplatzierungen (Jahr, Titel, Platzierungen, Wochen, Auszeichnungen, Anmerkungen) | Höchstplatzierung, Gesamtwochen, AuszeichnungChartplatzierungen (Jahr, Titel, Platzierungen, Wochen, Auszeichnungen, Anmerkungen) | Höchstplatzierung, Gesamtwochen, AuszeichnungChartplatzierungen (Jahr, Titel, Platzierungen, Wochen, Auszeichnungen, Anmerkungen) | Höchstplatzierung, Gesamtwochen, AuszeichnungChartplatzierungen (Jahr, Titel, Platzierungen, Wochen, Auszeichnungen, Anmerkungen) | Anmerkungen |
| Jahr | Titel                                  | AU | NZ | US | Christ | Anmerkungen |
| ---- | -------------------------------------- | --- | --- | --- | --- | ----------- |
| 2013 | We Are Young & Free Live               | AU6 (6 Wo.)AU | NZ14 (2 Wo.)NZ | US22 (4 Wo.)US | Christ1 (65 Wo.)Christ |             |
| 2016 | Youth Revival Live                     | AU3 (5 Wo.)AU | NZ14 (1 Wo.)NZ | US45 (1 Wo.)US | Christ2 (62 Wo.)Christ |             |
| 2017 | Youth Revival Acoustic Live            | AU37 (2 Wo.)AU | — | — | Christ24 (2 Wo.)Christ |             |
| 2018 | III                                    | AU12 (2 Wo.)AU | — | US131 (1 Wo.)US | Christ2 (24 Wo.)Christ |             |
| 2018 | III (Live at Hillsong Conference) Live | — | — | — | Christ40 (1 Wo.)Christ |             |
| 2020 | All of My Best Friends (Live) Live     | — | — | — | Christ14 (… Wo.)Christ |             |

### EPs
| Jahr | Titel                            | Höchstplatzierung, Gesamtwochen, AuszeichnungChartplatzierungen (Jahr, Titel, Platzierungen, Wochen, Auszeichnungen, Anmerkungen) | Höchstplatzierung, Gesamtwochen, AuszeichnungChartplatzierungen (Jahr, Titel, Platzierungen, Wochen, Auszeichnungen, Anmerkungen) | Höchstplatzierung, Gesamtwochen, AuszeichnungChartplatzierungen (Jahr, Titel, Platzierungen, Wochen, Auszeichnungen, Anmerkungen) | Anmerkungen |
| Jahr | Titel                            | AU | US | Christ | Anmerkungen |
| ---- | -------------------------------- | --- | --- | --- | ----------- |
| 2015 | This Is Living                   | — | US38 (1 Wo.)US | Christ1 (8 Wo.)Christ |             |
| 2015 | We Are Young & Free: The Remixes | — | — | Christ31 (1 Wo.)Christ |             |

Weitere EPs
- 2018: Love Won’t Let Me Down – The Remixes

### Singles
- 2013: Alive – Singleauskopplung von We Are Young & Free
- 2013: Wake – Singleauskopplung von We Are Young & Free
- 2013: Vivo Estas
- 2014: The Stand
- 2014: Noël
- 2015: Vida Tú Me Das
- 2015: Where You Are – Singleauskopplung von Youth Revival
- 2016: Real Love (Studio)
- 2016: Falling Into You (Studio)
- 2017: Where You Are (Reimagined)
- 2017: Love Won't Let Me Down – Singleauskopplung von III
- 2018: Let Go – Singleauskopplung von III
- 2018: P E A C E – Singleauskopplung von III

## Auszeichnungen

### Grammy Awards
| Jahr | Kategorie                               | für           | Resultat  |
| ---- | --------------------------------------- | ------------- | --------- |
| 2017 | Best Contemporary Christian Music Album | Youth Revival | Nominiert |

### GMA Dove Award
| Jahr | Kategorie                            | für                    | Resultat  |
| ---- | ------------------------------------ | ---------------------- | --------- |
| 2014 | New Artist of the Year               | Hillsong Young & Free  | Nominiert |
| 2014 | Song of the Year                     | Alive                  | Nominiert |
| 2014 | Pop / Contemporary Album of the Year | We Are Young & Free    | Nominiert |
| 2014 | Praise and Worship Album of the Year | We Are Young & Free    | Nominiert |
| 2018 | Short Form Video of the Year         | Love Won't Let Me Down | Nominiert |